# حیدرآباد (بخش مرکزی نی‌ریز)
حیدرآباد روستایی در ایران است که در بخش مرکزی شهرستان نی‌ریز در استان فارس واقع شده‌است. حیدرآباد ۲۹۳ نفر جمعیت دارد.